# Prellerhaus (Ateliergebäude, Weimar)

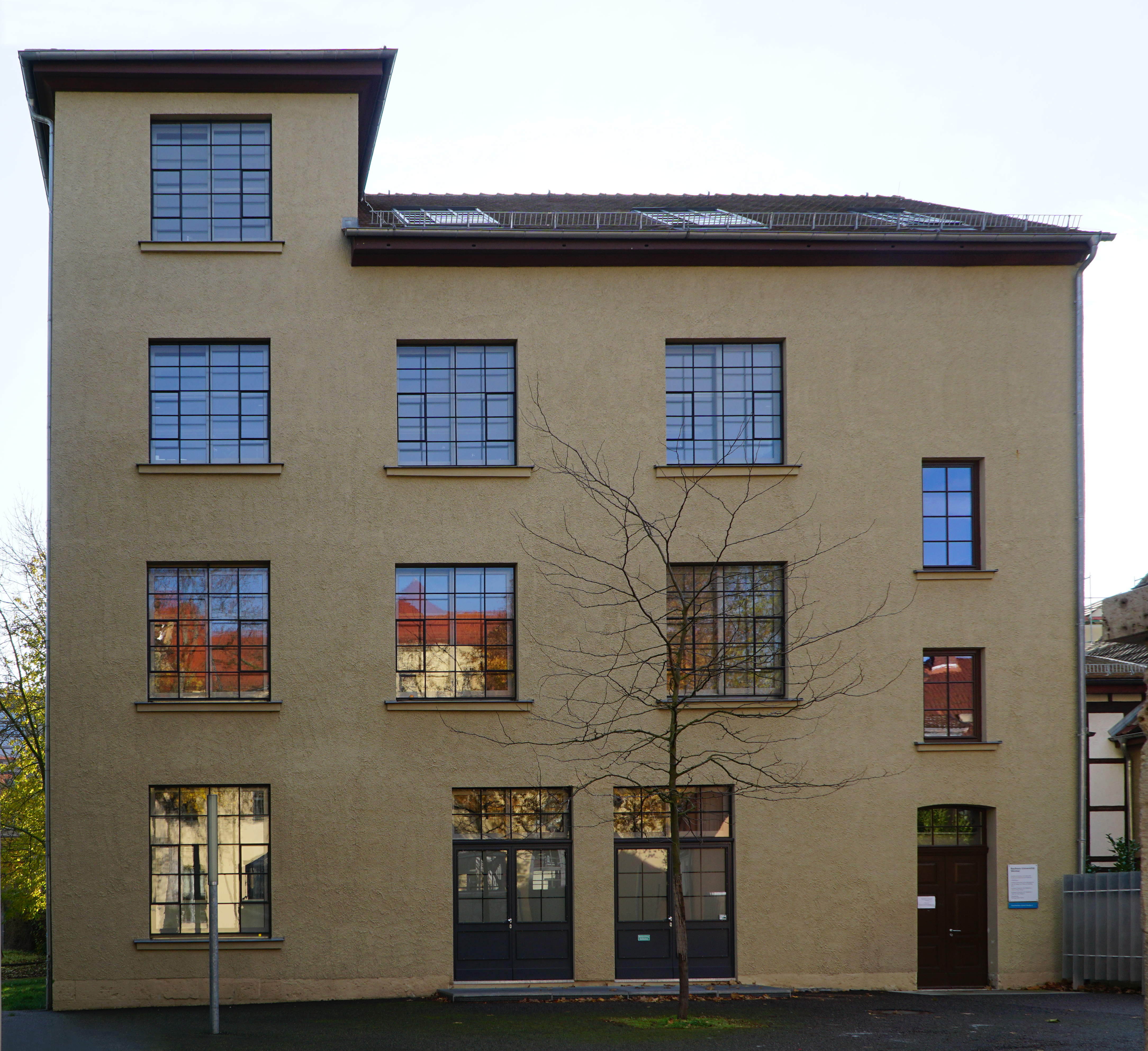
Prellerhaus in Weimar, Geschwister-Scholl-Straße 6.

Prellerhaus (früher auch: Preller’sches Ateliergebäude) ist die Bezeichnung für ein Gebäude auf dem Gelände der heutigen Bauhaus-Universität Weimar, das als Atelierhaus 1870/71 von dem Landschaftsmaler Louis Preller (1822–1901), einem entfernten Neffen von Friedrich Preller dem Älteren, erbaut und nach ihm benannt wurde. Es hat heute die Adresse Geschwister-Scholl-Straße 6.

## Geschichte
Dieses erste große Atelierzweckgebäude in Weimar entstand zu einer Zeit, in der dringend weitere Atelierräume für die 1860 gegründete Großherzoglich-Sächsische Kunstschule Weimar benötigt wurden. Das Grundstück wurde 1870 Preller als Bauplatz zur Verfügung gestellt mit der Verpflichtung, darauf ein Gebäude mit Ateliers nach vorgegebenen Plänen zu erstellen. Preller selbst durfte allein das im Turm gelegene Atelier und die zugehörigen Räume privat nutzen.
1871 wurde das Gebäude fertiggestellt und am 1. Oktober 1871 von der Kunstschule angemietet. Die Mieteinnahmen reichten jedoch nicht aus, um die Finanzierungskosten zu decken. Erst 1881 konnte Preller das Haus an den Großherzog Karl Alexander verkaufen. Nach dem Tod des Großherzogs 1901 ging die Kunstschule mit allen Gebäuden in Staatsbesitz über.
Henry van de Velde eröffnete im Prellerhaus 1902 das Kunstgewerbliche Seminar und richtete dafür die beiden unteren Geschosse her. Bis 1906 befanden sich dort das Bureau für Erteilung von Auskünften, Ratschlägen und Korrekturen und unentgeltlich zur Verfügung stehende Werkstätten für Fabrikanten und Handwerker. Das Prellerhaus wurde damit zu einer wichtigen Anlaufstelle für kunstgewerblich tätige Firmen im Großherzogtum und eine bekannte Kulturinstitution.
Ab 1919, während der Bauhaus-Zeit in Weimar, durften Studenten auch im Prellerhaus übernachten. Dieses Konzept – Wohnen und Arbeiten im Atelierhaus – war wohl so erfolgreich, dass Walter Gropius in dem neuen Bauhaus-Komplex in Dessau ebenfalls ein Prellerhaus baute.
2007/08 wurde das Haus nach über zehnjährigem Leerstand vollständig rekonstruiert – interessanterweise wieder in einer öffentlichen-privaten Partnerschaft: Weil eine Finanzierung durch den Freistaat Thüringen nicht möglich war, wurde ein Vertrag zwischen der Universität und der Baufirma Züblin AG geschlossen. Dieser beinhaltete die Vorfinanzierung durch die Deutschen Kreditbank (DKB) und die Abzahlung der Kosten durch die Universität über einen Zeitraum von 20 Jahren.
Heute nutzt das Gebäude die Fakultät Architektur und Urbanistik der Bauhaus-Universität Weimar.

## Bekannte Nutzer
- Carl Arp
- Paul Baum
- Karl Buchholz
- Franz Bunke
- Elmar von Eschwege
- Heinz Fischer
- Fritz Fleischer
- Woldemar Friedrich
- Casimir Geibel
- Max Liebermann
- Karl Meusel
- Otto Piltz
- Louis Preller (als Eigentümer bis 1872)
- Josef Rolletschek
- Hans Werner Schmidt
- Richard Starcke
- Franz Sturtzkopf
- Paul Tübbecke
- Henry van de Velde
- Eduard Weichberger